# Epidemas melanographa
Epidemas melanographa là một loài bướm đêm trong họ Noctuidae.